# الطبيب الشبح
الطبيب الشبح (بالكورية: 고스트 닥터)؛ هو مسلسل تلفزيوني كوري جنوبي، من بطولة راين، يوي، كيم بوم، سون نا ايون. عرض على قناة تي في إن من 3 يناير 2022، تم بثه يومي الاثنين والثلاثاء الساعة 22:30 (KST). وهو متاحًا أيضًا على منصة تيفينج الشقيقة لها. متاح ايضاً على المنصات لغير محلية iQiyi وViu وشبكة نتفليكس.

## القصة
تدور احداث المسلسل حول طبيبين شديدي الاختلاف من حيث المهارة والشخصية، أحدهما يدخل في غيبوبة ويصبح شبحًا يستطيع التحكم في جسد الطبيب الآخر

## طاقم

### رئيسي
- راين في دور تشا يونغ مين.

جراح صدري طبيب عبقري أناني ومتغطرس يتمتع بمهارات طبية مجنونة.
- يوي في دور جانغ سي جين.

حبيبة تشا يونغ مين السابقة، وجراحة أعصاب. نشأت ابنة لأم عزباء.
- كيم بوم في دور جو سيونغ تاك.[11]

28 عامًا، بقسم جراحة الصدر، جده هو مؤسس المستشفى، ووالدته هي الرئيس الحالي للمؤسسة.
- سون نا ايون في دور اوه سو جيونغ

متدربة في قسم غرفة الطوارئ.

### آخرون
- كيم تاي سونغ في دور جانغ مين هو.

في أوائل الأربعينيات، ابن الرئيس جانغ ميونغ دوك، كان رجلًا بدم بارد يستغل مرض والده ليصبح وريث المجموعة.

### دور داعم
- سونغ دونغ إيل في دور تيس.

كان في أوائل الستينيات من عمره وقت وفاته، وهو شبح يبلغ من العمر 20 عامًا، والذي كان يقيم في المستشفى لفترة طويلة.
- تاي إن هو في دور هان سيونغ وون.

في منتصف الثلاثينيات، المدير التنفيذي، ابن عم «جو سيونغ تاك» الأكبر سنًا. إنه رجل ذو وجهين بداخله خنجر غير مرئي.
- بارك تشول مين بدور بان تاي سيك.

في أوائل الخمسينيات. رئيس قسم جراحة الصدر.

## المشاهدات
| الموسم | الموسم | رقم الحلقة | رقم الحلقة | رقم الحلقة | رقم الحلقة | رقم الحلقة | رقم الحلقة | رقم الحلقة | رقم الحلقة | رقم الحلقة | رقم الحلقة | رقم الحلقة | رقم الحلقة | رقم الحلقة | رقم الحلقة | رقم الحلقة | رقم الحلقة | المتوسط |
| الموسم | الموسم | 1          | 2          | 3          | 4          | 5          | 6          | 7          | 8          | 9          | 10         | 11         | 12         | 13         | 14         | 15         | 16         | المتوسط |
| ------ | ------ | ---------- | ---------- | ---------- | ---------- | ---------- | ---------- | ---------- | ---------- | ---------- | ---------- | ---------- | ---------- | ---------- | ---------- | ---------- | ---------- | ------- |
|        | 1      | 1.111      | 1.107      | 1.347      | 1.455      | 1.384      | 1.356      | 1.572      | 1.581      | 0.988      | 1.375      | 1.200      | 1.475      | 1.105      | 1.517      | 1.383      | 1.947      | 1.369   |

وفقا لمخطط نيلسن كوريا، حققت الحلقة الثامنة من المسلسل متوسط تقييم بنسبة 6.5% حوالي 1.58 مليون مليون مشاهدة على مستوى البلاد، انخفضت في الحلقة التاسعة إلى ادنى مشاهدة، حيث سجلت نسبة 4.1% حوالي 988 الف مشاهدة.  
حققت الحلقة الأخيرة من المسلسل اعلى نسبة مشاهدة، بمتوسط تقييم بلغ 7.8% بحوالي 1.94 مليون مشاهدة على مستوى البلاد.
| الحلقات | تاريخ البث     | متوسط حصة الجمهور (Nielsen Korea) | متوسط حصة الجمهور (Nielsen Korea) |
| الحلقات | تاريخ البث     | على الصعيد الوطني                 | سيئول                             |
| --- | -------------- | --------------------------------- | --------------------------------- |
| 1 | 3 يناير 2022   | 4.432%                            | 4.863%                            |
| 2 | 4 يناير 2022   | 4.507%                            | 4.712%                            |
| 3 | 10 يناير 2022  | 5.628%                            | 6.673%                            |
| 4 | 11 يناير 2022  | 5.711%                            | 6.376%                            |
| 5 | 17 يناير 2022  | 5.514%                            | 5.958%                            |
| 6 | 18 يناير 2022  | 5.462%                            | 6.048%                            |
| 7 | 24 يناير 2022  | 6.202%                            | 6.510%                            |
| 8 | 25 يناير 2022  | 6.597%                            | 7.121%                            |
| 9 | 31 يناير 2022  | 4.024%                            | 4.145%                            |
| 10 | 1 فبراير 2022  | 4.747%                            | 5.345%                            |
| 11 | 7 فبراير 2022  | 4.914%                            | 5.203%                            |
| 12 | 8 فبراير 2022  | 5.709%                            | 6.002%                            |
| 13 | 14 فبراير 2022 | 4.717%                            | 4.780%                            |
| 14 | 15 فبراير 2022 | 6.282%                            | 6.717%                            |
| 15 | 21 فبراير 2022 | 5.309%                            | 5.155%                            |
| 16 | 22 فبراير 2022 | 7.953%                            | 8.394%                            |
| المعدل | المعدل         | 5.482%                            | 5.875%                            |
| - تُبث هذه الدراما على قناة الكابل / التلفزيون المدفوع الذي عادةً ما يكون جمهوره أصغر نسبيًا مقارنةً بالمحطات التلفزيونية / العامة (KBS ، SBS ، MBC ، EBS). |                |                                   |                                   |

## الإنتاج
المسلسل من إخراج بيو سيونغ تشول، ومن تأليف كيم سيون سون، ومن تخطيط استوديو دراغون وانتاجه بواسطة فريق بون فكتوري، شركة تابعة لقسم الترفية (CJ ENM)، وهي شقيقة لي تي في إن.

### طاقم
في 17 مارس 2021 ، أفيد أن راين سيعود مع المسلسل التلفزيوني الطبيب الشبح، كان اخر ظهور له عام 2019، في مسلسل «مرحبا بك في الحياة الثانية». تم تأكيد تشكيلة فريق التمثيل في 8 نوفمبر 2021.

### التصوير
في 2 نوفمبر، نشرت سون نا ايون صورة من موقع التصوير.

## روابط خارجية
- الموقع الرسمي
 (بالكورية)
- الطبيب الشبح على موقع IMDb (الإنجليزية)
- الطبيب الشبح على موقع نتفليكس (الإنجليزية)
- الطبيب الشبح على موقع فيلمافينيتي (الإسبانية)
- الطبيب الشبح على موقع قاعدة بيانات الفيلم (الإنجليزية)
- الطبيب الشبح على هانسينما